# Квалификације за Светско првенство у фудбалу 1994 — Јужна Америка/КОНМЕБОЛ
Од укупно 9 репрезентација из Јужне Америке, које су биле подељене у две групе, квалификовале су се директно првопласиране из обе групе, другопласирани из групе од пет учесника, док се другопласирани из групе са четири екипе, морао у интерконтиненталном плеј офу изборити за пласман на Светско првенство у фудбалу 1994.

## Група 1
|   | Држава      | Колумбија | Аргентина | Парагвај | Перу | Држава    | ИГ | П | Н | И | ГД | ГП | ГР  | Бод. |
| 1 | Колумбија   |           | 2–1       | 0–0      | 4–0  | Колумбија | 6  | 4 | 2 | 0 | 13 | 2  | +11 | 10   |
| 2 | Аргентина * | 0–5       |           | 0–0      | 2–1  | Аргентина | 6  | 3 | 1 | 2 | 7  | 9  | -2  | 7    |
| 3 | Парагвај    | 1–1       | 1–3       |          | 2–1  | Парагвај  | 6  | 1 | 4 | 1 | 6  | 7  | -1  | 6    |
| 4 | Перу        | 0–1       | 0–1       | 2–2      |      | Перу      | 6  | 0 | 1 | 5 | 4  | 12 | -8  | 1    |

* Фудбалска репрезентација Аргентине квалификовала се за интерконтиненталном плеј оф турнир са другопласираном репрезентацијом из северноамеричке зоне, те победником квалификација из Океаније

## Група 2
|   | Држава    | Бразил | Боливија | Уругвај | Еквадор | Венецуела | Држава    | ИГ | П | Н | И | ГД | ГП | ГР  | Бод. |
| 1 | Бразил    |        | 6–0      | 2–0     | 2–0     | 4–0       | Бразил    | 8  | 5 | 2 | 1 | 20 | 4  | +16 | 12   |
| 2 | Боливија  | 2–0    |          | 3–1     | 1–0     | 7–0       | Боливија  | 8  | 5 | 1 | 2 | 22 | 11 | +11 | 11   |
| 3 | Уругвај   | 1–1    | 2–1      |         | 0–0     | 4–0       | Уругвај   | 8  | 4 | 2 | 2 | 10 | 7  | +3  | 10   |
| 4 | Еквадор   | 0–0    | 1–1      | 0–1     |         | 5–0       | Еквадор   | 8  | 1 | 3 | 4 | 7  | 7  | 0   | 5    |
| 5 | Венецуела | 1–5    | 1–7      | 0–1     | 2–1     |           | Венецуела | 8  | 1 | 0 | 7 | 4  | 34 | -30 | 2    |

## Интерконтинентални плеј оф
Дригопласиране екипе из својих зона Аргентина и Канада и победник зоне Океаније Аустралија играли су плеј оф за једно место које води на светско првенство. Прво су играли Канада и Аустралија. Победник тог сусрета играо је са Аргентином.
| Репрезентација | укупан рез.        | Репрезентација | 1. утак. | 2. утак. |
| -------------- | ------------------ | -------------- | -------- | -------- |
| Канада         | 3 - 3 (1:4) пенали | Аустралија     | 2-1      | 1-2      |
| Аустралија     | 1 - 2              | Аргентина      | 1-1      | 0-1      |

За Светско првенство у фудбалу 1994. из КОНМЕБОЛ зоне квалификовале су се 4 репрезентације:
Колумбија из Групе 1,
Бразил и Боливија из Групе 2,
Аргентина из Интерконтиненталног плеј офа